# George Hinckley
George Hinckley (Liverpool, 22 giugno 1819 – Plymouth, 31 dicembre 1904) è stato un militare britannico, decorato con la Victoria Cross nel corso della rivolta dei rivolta dei Taiping in Cina.

## Biografia
Nacque a Liverpool il 22 giugno 1819, figlio di Joseph, di professione macellaio. Probabilmente si arruolò nella Royal Navy da adolescente; il 22 febbraio 1842 fu registrato come membro dell'equipaggio della nave da trasporto detenuti Tortoise a Hobart, Tasmania, Australia. L'11 dicembre 1843 lasciò la Tortoise e  il 19 dello stesso mese si imbarcò sulla fregata Penelope. Il 24 dicembre 1845 si trasferì sulla Avon, ed  il 21 luglio 1846 sulla corvetta Spartan. Il 20 luglio 1849 passò sullo sloop Growlered il 19 ottobre 1852 sul brigantino Linnet; dal 20 gennaio al 19 luglio 1856 fu imbarcato sulla cannoniera Partridge (nave di servizio del vascello Algiers). Il 29 ottobre 1859 fu imbarcato sulla Snap come quartiermastro; il 28 maggio 1860 passò sullo sloop Sphinx.  Accusato di cattiva condotta il 19 maggio 1862 fu inviato alla prigione navale di Hong Kong. Il 13 giugno 1862 ritornò sulla Sphinx. Il 9 ottobre 1862, durante la rivolta dei Taiping, si distinse in azione a Fenghua, a sud di Ningbo, Cina, e fu poi decorato con la Victoria Cross. La sua citazione fu pubblicata il 6 febbraio 1863 e ricevette l'onorificenza il 7 luglio 1863 dalle mani del Comandante in Capo di Plymouth, l'ammiraglio Sir William Houston Stewart a Devonport. Più tardi in quello stesso anno, mentre partecipava a un funerale,  perse la sua Victoria Cross e ne richiese una sostitutiva. Il Ministero della Guerra informò l'Ammiragliato il 23 novembre 1863 che la Victoria Cross di Hinckley sarebbe stata sostituita a condizione che l'Ammiragliato si fosse accertato che le condizioni per la sostituzione fossero state rispettate.
Tra il 10 luglio 1863 e il gennaio 1866 fu imbarcato per brevi periodi sulle navi di Sua Maestà Indus, Royalist, Aboukir, Shannon, e Scorpion. Il 2 gennaio 1866 si imbarcò sulla sua ultima nave, la Britannia, come quartiermastro; il 29 giugno 1867 sbarcò a terra andando in pensione all'età di 48 anni. Si spense nella sua casa, al numero 44 di North Street a Plymouth, il 31 dicembre 1904, all'età di 85 anni, e fu sepolto nel cimitero di Ford Park.